# Khải hoàn môn

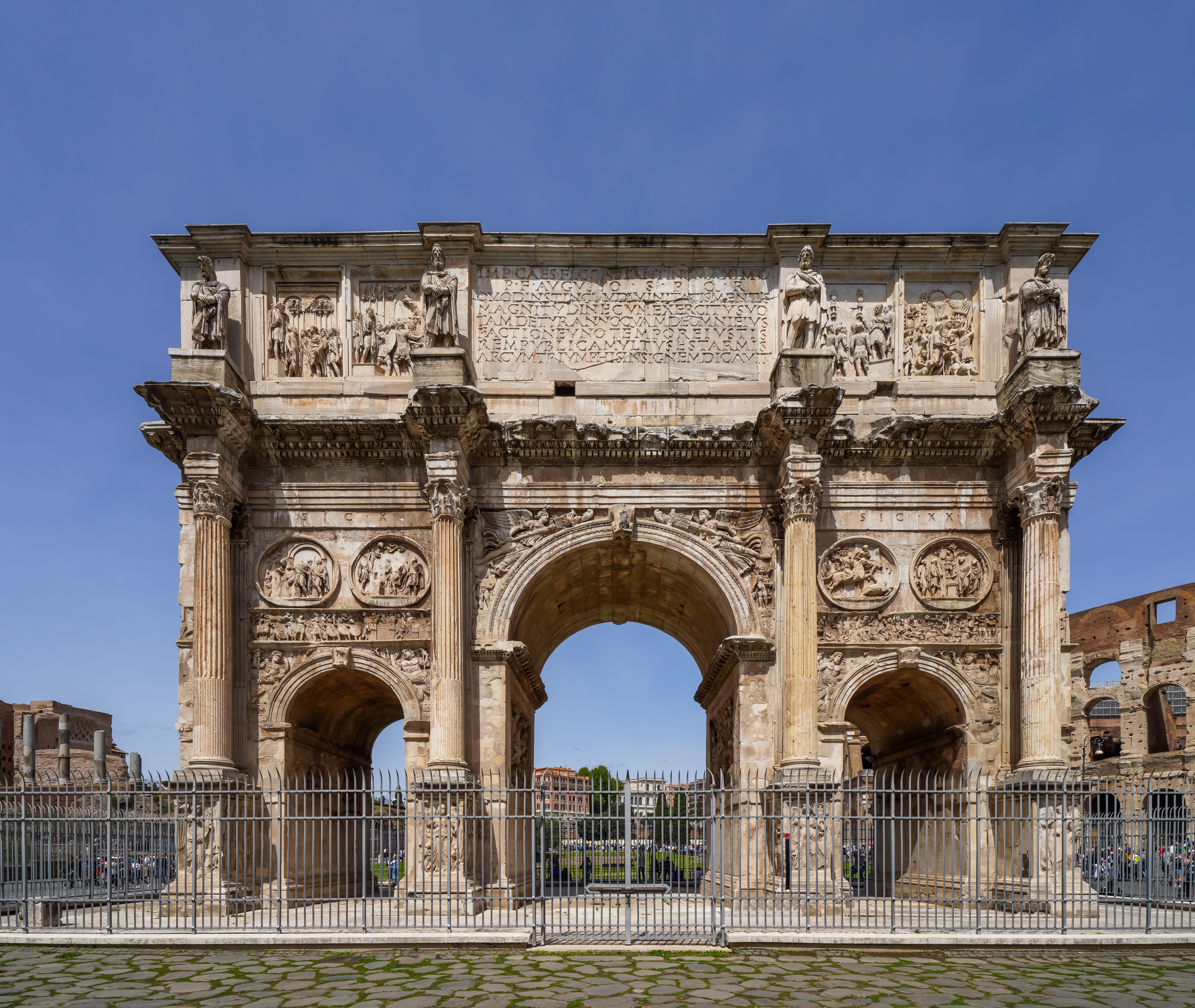
Khải hoàn môn Constantine ở Roma

Khải hoàn môn Carrousel (tiếng Pháp: Arc de Triomphe du Carrousel) là một khải hoàn môn ở Paris. Thuộc quận 1, trung tâm của thành phố, vị trí của Khải hoàn môn Carrousel nằm giữa bảo tàng Louvre và vườn Tuileries, bên cạnh sông Seine. Khải hoàn môn Carrousel cùng với một tập hợp các công trình hai bên bờ sông được đã UNESCO công nhận Di sản thế giới vào năm 1990.
Trong thời kỳ Đệ nhất đế chế, Napoléon Bonaparte cho xây dựng hai khải hoàn môn: Khải Hoàn Môn nằm ở quảng trường Étoile và Khải hoàn môn Carrousel. Vị trí được chọn cho Khải hoàn môn Carrousel nằm giữa hai cung điện Louvre và Tuileries. Khi đó Tuileries là cung điện hoàng gia, cho tới năm 1871 mới bị đốt cháy. Còn Louvre là bảo tàng Napoléon, tức bảo tàng Louvre ngày nay.
Khải hoàn môn Carrousel ca ngợi chiến thắng ở trận Austerlitz, minh họa chiến dịch năm 1805 và sự đầu hàng cửa thành Ulm năm 1807. Xây dựng trong khoảng 1807 tới 1809, công trình được hai kiến trúc sư Charles Percier và Pierre-François-Léonard Fontaine thiết kế, lấy cảm hứng từ Khải hoàn môn Constantine ở Roma.
Nam tước Vivant Denon, giám đốc bảo tàng Napoléon khi đó, chọn chủ đề các bức phù điêu minh họa trận chiến và được sáng tác bởi họa sĩ Charles Meynier. Bức tượng đồng cỗ xe tứ mã đạt bên trên khải hoàn môn được lấy từ nhà thờ San Marco ở Venezia. Quân đội Pháp đã mang về vào năm 1798, sau chiến thắng của chiến dịch tấn công nước Ý 1796-1797. Vào thời kỳ Khôi phục 1814-1830, bức tượng được đưa trở lại Venezia và một bản sao khác được nhà điêu khắc François Joseph Bosio thức hiện.
Trên bốn mặt chính của công trình, có dòng chữ:
Mặt phía Nam:
Honneur à la grande armée
Victorieuse à Austerlitz
En Moravie
Le 2 décembre 1805 jour anniversaire
Du couronnement de Napoléon
Mặt phía Bắc:
Maître des états de son ennemi
Napoléon les lui rend
Il signe la paix le 27 décembre 1805
Dans la capitale de la Hongrie
Occupée par son armée victorieuse
Mặt phía Đông:
L'armée française embarquée à Boulogne menaçait l'Angleterre
Une troisième coalition éclate sur le continent
Les Français volent de l'océan au Danube
La Bavière est délivrée, l'armée autrichienne prisonnière à Ulm
Napoléon entre dans Vienne, il triomphe à Austerlitz
En moins de cent jours, la coalition est dissoute
Mặt phía Tây:
A la voix du vainqueur d’Austerlitz
L’empire d’Allemagne tombe
La confédération du Rhin commence
Les royaumes de Bavière et de Westphalie sont créés
Venise est réunie à la couronne de fer
L’Italie entière se range sous les lois de son libérateur